# 秀小碘泡虫
秀小碘泡虫（学名：Myxobolus vescus）为碘泡科碘泡虫属的动物。分布于俄罗斯以及浙江、湖北、四川、江西等，营寄生生活，寄生在瓦氏黄颡鱼的鳃、黄颡鱼的肾、胃、长吻鮠的体表、粗唇鮠的肾、鳗鲡、华鳈的体表、肾以及棒花鱼、乐山棒花鱼的胃。